# Пјер Лена
Пјер Лена (фр. Pierre Léna; Париз, 22. новембар 1937) француски је астрофизичар и академик, инострани члан састава Српске академије науке и уметности од 5. новембар 2015.

## Биографија
Завршио је основне студије физике на Вишој нормалној школи 1960. године и докторат 1969. Стручно се усавршавао на Националној опсерваторији у Кит Пику 1966—1969. и на Висинској опсерваторији Булдер. Радио је као редовни професор на Универзитету у Паризу од 1973. године до пензије 2004. Члан је Француске академије наука, Европске академије наука, Папске академије наука, инострани је члан Академије у Буенос Ајресу, Националне академије егзактних наука, Академије у Аргентини, Академије физичких наука и Академије у Венецуели. Добитник је француско-британске награде „Холвек”, медаље Европске академије „Еразмус”, Националног ордена Легије части и Националног ордена за заслуге.